# Tournée do Adeus
Tournée do Adeus é o sexto e último álbum de vídeo do grupo mexicano RBD, gravado em 29 de novembro de 2008 na Arena Skol Anhembi, em São Paulo, Brasil, para mais de 25 mil pessoas e lançado mundialmente em 2 de dezembro de 2009 pela gravadora EMI, em parceria com a Record Entretenimento. O show fez parte da última turnê da banda, a Tour del Adiós.
O show foi exibido como especial de fim de ano em 13 de dezembro de 2008 pela RecordTV, sob o título RBD: O Adeus. As canções "Aún Hay Algo" e "Otro Día Que Vá" foram excluídas do especial, porém, estão presentes no álbum.

## Conteúdo
Durante a realização de sua última turnê, intitulada Tour del Adiós, o grupo mexicano realizou cinco shows no Brasil em novembro de 2008, em parceria com a Record Entretenimento, prospectada pelo diretor de sua Área de Eventos Wilian Iglesias e a Mondo Entretenimento. Os shows foram realizados em Brasília, Fortaleza, Porto Alegre, Rio de Janeiro e São Paulo. Poucos dias depois, o RBD realizou dois shows extras, que seriam seus últimos no país, em São Paulo e no Rio de Janeiro.
O DVD ao vivo contém o registro do show realizado na capital paulista, em 29 de novembro de 2008. Seu repertório é composto pelos maiores êxitos da carreira do grupo ao longo de seus 4 anos de carreira, como "Rebelde", "Ser O Parecer", "Sálvame", "No Pares", "Inalcanzable", entre outros. O material foi produzido pelo estúdio paulista LCM Records, que também produziu anteriormente os álbuns: Live in Rio (2007) e Live in Brasília (2009).
O show, primeiramente, foi transmitido em 13 de dezembro de 2008 pela RecordTV, como um especial de fim de ano. A transmissão foi possível devido ao contrato, assinado no mesmo ano, entre a rede paulista e a Televisa, emissora original do grupo. O lançamento do DVD aconteceu apenas em 2 de dezembro de 2009.
Muitos fãs manifestaram-se contra a edição do DVD, que eliminou as falas dos integrantes; a canção "Te Daría Todo" (cantada acapela), que havia sido acompanhada de um poema em língua portuguesa recitado pela integrante Dulce María; a homenagem do grupo ao seu produtor executivo, Pedro Damián, que fazia aniversário no dia, com a canção "Happy Birthday To You" (Parabéns Para Você) e o tema instrumental de apresentação dos músicos, tradicional em todos os DVDs do grupo. A revolta dos fãs com os cortes se deu, segundo os mesmos, devido a uma promessa não cumprida da gravadora EMI, que prometeu que o show seria lançado na íntegra.

## Lista de faixas
| N.º | Título                       | Duração |  |
| 1.  | "Introdução"                 | 0:59    |  |
| 2.  | "Cariño Mio"                 | 3:17    |  |
| 3.  | "Aún Hay Algo"               | 3:34    |  |
| 4.  | "Celestial"                  | 3:27    |  |
| 5.  | "Un Poco De Tu Amor"         | 4:39    |  |
| 6.  | "Otro Día Que Vá"            | 3:34    |  |
| 7.  | "Ser O Parecer"              | 3:27    |  |
| 8.  | "Hoy Que Te Vas"             | 3:31    |  |
| 9.  | "Sólo Quédate En Silencio"   | 3:32    |  |
| 10. | "Inalcanzable"               | 4:11    |  |
| 11. | "Y No Puedo Olvidarte"       | 3:35    |  |
| 12. | "Light Up the World Tonight" | 5:27    |  |
| 13. | "Sálvame"                    | 4:17    |  |
| 14. | "Este Corazón"               | 3:26    |  |
| 15. | "Tu Amor"                    | 5:20    |  |
| 16. | "No Pares"                   | 3:28    |  |
| 17. | "Empezar Desde Cero"         | 3:14    |  |
| 18. | "Solo Para Ti"               | 4:04    |  |
| 19. | "Me Voy"                     | 3:32    |  |
| 20. | "Qué Hay Detrás"             | 3:47    |  |
| 21. | "Bésame Sin Miedo"           | 3:28    |  |
| 22. | "Nuestro Amor"               | 3:54    |  |
| 23. | "Tras de Mí"                 | 3:44    |  |
| 24. | "Rebelde"                    | 4:40    |  |

| Tournée do Adeus – Extras |                                                |         |  |
| N.º                       | Título                                         | Duração |  |
| 1.                        | "Entrevista com Christopher Uckermann"         | 1:48    |  |
| 2.                        | "Entrevista com Christian Chávez"              | 1:50    |  |
| 3.                        | "Entrevista com Alfonso Herrera"               | 1:49    |  |
| 4.                        | "Entrevista com Dulce María"                   | 2:29    |  |
| 5.                        | "Entrevista com Anahí"                         | 2:59    |  |
| 6.                        | "Entrevista com Maite Perroni"                 | 3:34    |  |
| 7.                        | "Entrevista com todos os integrantes da banda" | 3:12    |  |

## Desempenho comercial

### Semanais
| País   | Lista (2009)                           | Melhor Posição |
| ------ | -------------------------------------- | -------------- |
| Brasil | Pro-Música Brasil - Top 25 DVD Musical | 11             |

## Músicos participantes
- Guido Laris: Baixo e Direção Musical
- Charly Rey: Guitarra e Vocais
- Mauricio Soto Lartigue (Bicho): Bateria
- Eddie Tellez: Teclados
- Luis Emilio "Catire" Mauri: Percussão

## Histórico de lançamento
| País(es) | Lançamento         | Formato(s) | Gravadora                  |
| -------- | ------------------ | ---------- | -------------------------- |
| Vários   | 2 dezembro de 2009 | DVD        | EMI Record Entretenimiento |